# Taras Czopyk
Taras Wołodymyrowycz Czopyk, ukr. Тарас Володимирович Чопик, ros. Тарас Владимирович Чопик, Taras Władimirowicz Czopik (ur. 2 lutego 1972 we Lwowie) – ukraiński piłkarz, grający na pozycji bramkarza, trener piłkarski.

## Kariera piłkarska

### Kariera klubowa
W 1979 rozpoczął karierę piłkarską w Karpatach Lwów, ale był rezerwowym i nie zagrał żadnego meczu w mistrzostwach. Potem występował w mistrzostwach niepodległej Ukrainy w barwach Hazowyka Komarno i Wołyni Łuck, przy czym w zdobył po 2 gole dla każdej z nich. Na początku 2000 przeszedł do Polihraftechniki Oleksandria. W 2002 roku został wypożyczony do rosyjskiego klubu Anży Machaczkała, ale zagrał tylko w drużynie rezerw trzy gry, w których puścił 7 bramek. Latem 2003 przeniósł się do Nywy Winnica, jednak po sezonie powrócił do oleksandrijskiego klubu. Zimą 2005 został piłkarzem czerkaskiego Dnipra. Latem 2007 wyjechał do Azerbejdżanu, gdzie podpisał kontrakt z klubem Simurq Zaqatala, W 2009 roku doznał poważnej kontuzji i myślał o emeryturze, ale kontuzja jednego z bramkarzy Simurga Fuada Ahmedova i wydalenia z zespołu Raufa Mehdiyeva zmusiło go powrócić do gry w marcu 2010. Po zakończeniu sezonu jednak zdecydował zakończyć karierę piłkarską.

## Kariera trenerska
Jeszcze będąc piłkarzem Nywy Winnica we wrześniu 2003 roku pełnił również obowiązki głównego trenera. Po zakończeniu kariery piłkarskiej od września 2010 pomaga trenować Helios Charków.

## Sukcesy i odznaczenia

### Sukcesy klubowe
- brązowy medalista Mistrzostw Azerbejdżanu: 2009